# Husarentempel
Husarentempel är ett monument i Österrike.   Det ligger i distriktet Mödling och förbundslandet Niederösterreich, i den östra delen av landet, 17 km sydväst om huvudstaden Wien. Husarentempel ligger 485 meter över havet.
Terrängen runt Husarentempel är kuperad västerut, men österut är den platt. Husarentempel ligger uppe på en höjd. Runt Husarentempel är det tätbefolkat, med 383 invånare per kvadratkilometer.. Närmaste större samhälle är Wien, 17,1 km nordost om Husarentempel. 
Runt Husarentempel är det i huvudsak tätbebyggt.